# Ścięgnica
Ścięgnica (kaszb. Scëgnica, niem. Ziegnitz) – wieś w Polsce położona w województwie pomorskim, w powiecie słupskim, w gminie Kobylnica. Przy zachodniej części wsi przepływa struga Ściegnica.
W latach 1975–1998 miejscowość administracyjnie należała do województwa słupskiego.

## Nazwa
Nazwa miejscowości ma pochodzenie słowiańskie i charakter topograficzny. Powstała przez dodanie do nazwy pospolitej stegna „ścieżka” formantu -ica. Niemiecka nazwa Ziegnitz jest adaptacją fonetyczną pierwotnej nazwy słowiańskiej. Współczesna nazwa urzędowa Ścięgnica powstała wskutek modyfikacji wcześniejszej formy Ściegnica (por. Świecichowo).
Rada Języka Kaszubskiego proponuje kaszubską formę nazwy Scãgnica.

## Zabytki
- modernistyczny pałac z końca XIX wieku, budynek nakryty mansardowym dachem[6];
- cmentarz ewangelicki, zrujnowany, porośnięty starodrzewem.